# Jungiella stranzica
Jungiella stranzica är en tvåvingeart som beskrevs av Wagner och Joost 1988. Jungiella stranzica ingår i släktet Jungiella och familjen fjärilsmyggor.
Artens utbredningsområde är Bulgarien. Inga underarter finns listade i Catalogue of Life.